# Tom Wilkinson

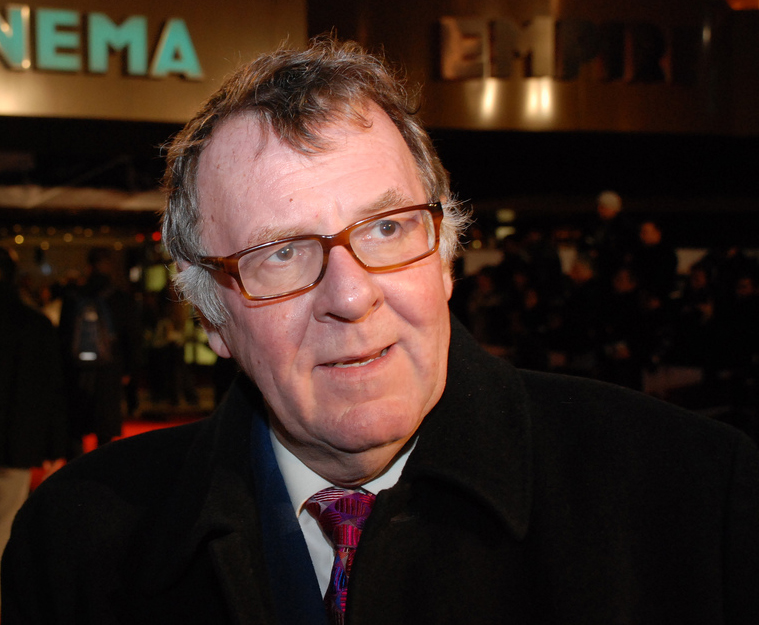
Tom Wilkinson i mars 2009.

Thomas Geoffrey "Tom" Wilkinson, född 5 februari 1948 i Leeds, West Yorkshire, död 30 december 2023 i London, var en brittisk Oscarnominerad skådespelare.

## Biografi

### Privatliv
Wilkinson föddes i Leeds. Fadern Thomas Wilkinson, Sr. var bonde. Han flyttade under barndomen till Kanada med sin familj, men återvände till England där han tog examen vid University of Kent och studerade vid Royal Academy of Dramatic Art. Wilkinson bodde i London med sin fru, Diana Hardcastle (även hon skådespelare) och deras två döttrar.

### Karriär
Wilkinson gjorde sin TV-debut under mitten av 1970-talet och agerade i flera brittiska TV-serier. Han blev först uppmärksammad i sin roll som Mr Pecksniff i BBCs miniserie Martin Chuzzlewit som byggde på Charles Dickens roman med samma namn. Karriären fortsatte med ett fåtal filmroller tills han slog igenom i den internationella succén Allt eller inget 1997 vilken han fick ett BAFTA-pris för bästa huvudroll för.

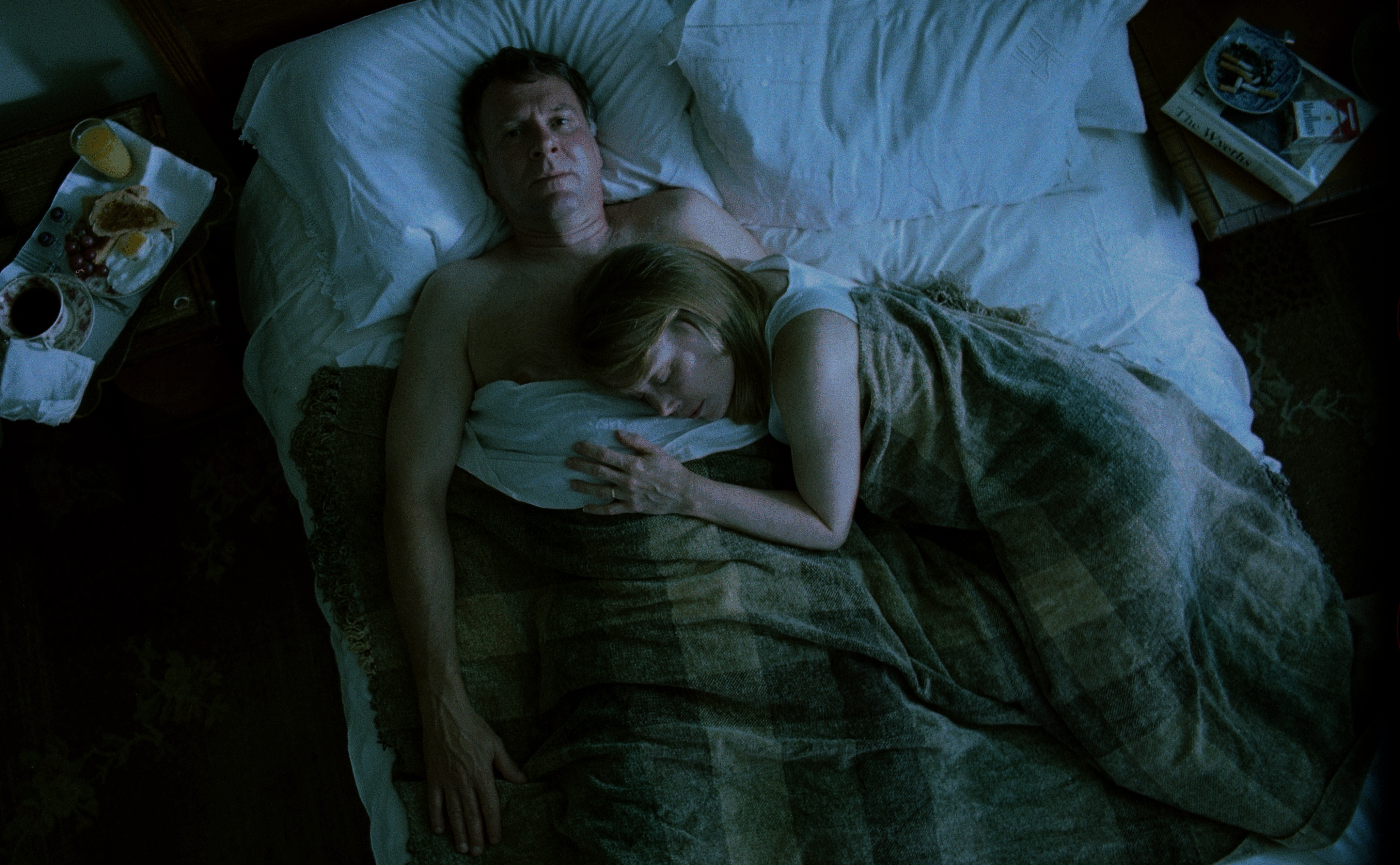
Wilkinson och Sissy Spacek i en scen från filmen In the Bedroom från 2001.

Succén följdes upp med roller i filmer som Shakespeare in Love, Patrioten, Eternal Sunshine of the Spotless Mind, Batman Begins samt In the Bedroom och Michael Clayton, för vilka han blev Oscarsnominerad för bästa manliga skådespelare (huvudroll respektive biroll). 2009 vann han en Golden Globe för bästa biroll i en serie, miniserie eller TV-film för rollen som Benjamin Franklin i TV-serien John Adams., en roll han även vann en Emmy för.

## Filmografi i urval
- 1985 – Sylvia
- 1988 – Prinsen och mrs Simpson
- 1991 – I mördarens spår
- 1994 – Priest
- 1994 – Martin Chuzzlewit (TV-serie)
- 1997 – Fröken Smillas känsla för snö
- 1997 – Allt eller inget
- 1997 – Wilde
- 1998 – Shakespeare in Love
- 2000 – Patrioten
- 2001 – In the Bedroom
- 2003 – Flicka med pärlörhänge
- 2004 – Stage Beauty
- 2004 – Eternal Sunshine of the Spotless Mind
- 2004 – If Only
- 2005 – Batman Begins
- 2006 – The Night of the White Pants
- 2007 – Michael Clayton
- 2008 – Valkyria
- 2009 – John Adams (TV-serie)
- 2010 – The Ghost Writer
- 2010 – The Conspirator
- 2011 – The Green Hornet
- 2011 – Mission: Impossible – Ghost Protocol
- 2012 – Hotell Marigold
- 2013 – The Lone Ranger
- 2014 – The Grand Budapest Hotel
- 2014 – Good People
- 2014 – Jenny's Wedding
- 2014 – Selma
- 2015 – Unfinished Business
- 2015 – Little Boy
- 2015 – Snowden
- 2020 – Belgravia (TV-serie)

## Utmärkelser
- BAFTA Award för bästa manliga biroll, för Allt eller inget,  1998
- Screen Actors Guild Award för bästa rollbesättning i en långfilm, för Allt eller inget,  1998
- Screen Actors Guild Award för bästa rollbesättning i en långfilm, för Allt eller inget,  1998
- Screen Actors Guild Award för bästa rollbesättning i en långfilm, för Shakespeare in Love,  1999
- Screen Actors Guild Award för bästa rollbesättning i en långfilm, för Shakespeare in Love,  1999
- New York Film Critics Circle Award för bästa manliga skådespelare, för In the Bedroom,  2001
- Independent Spirit Award för bästa manliga huvudroll, för In the Bedroom,  2002
- Satellite Award for Best Supporting Actor – Motion Picture, för Michael Clayton,  2007
- Emmy Award för bästa manliga biroll i en miniserie eller TV-film, för John Adams,  2008
- Officer av Brittiska imperieorden

[Redigera Wikidata]